# Fly to the Rainbow
Fly to the Rainbow è il secondo album in studio del gruppo musicale tedesco Scorpions, pubblicato nel 1974.
L'album, che fu a lungo criticato per la sua copertina che sembrava essere promotrice dell'omosessualità, rappresenta il debutto in formazione di Ulrich Roth e Francis Buchholz.

## Il disco
Il disco è ancora profondamente influenzato dalla psichedelia del primo album (sono presenti infatti due tracce incise quando nella band militava ancora Michael Schenker), ma il cambio di formazione tra le due produzioni può essere facilmente notato dall'ascolto delle sette nuove canzoni. Sono in particolare gli assoli di Ulrich Roth e il basso di Francis Buchholz a spingere la band verso il nuovo genere Hard Rock, come dimostrano il brano d'apertura Speedy's Coming e la title track Fly to the Rainbow, brani diventati classici da concerto per tutta la durata degli anni 70.

## Tracce
1. Speedy's Coming – 3:33 (R. Schenker, K. Meine)
2. They Need a Million – 4:50 (R. Schenker, K. Meine)
3. Drifting Sun – 7:40 (Roth)
4. Fly People Fly – 5:02 (M. Schenker, K. Meine)
5. This Is My Song – 4:14 (R. Schenker, K. Meine)
6. Far Away – 5:39 (R. Schenker, M. Schenker, K. Meine)
7. Fly to the Rainbow – 9:32 (M. Schenker, Roth)

## Formazione
- Klaus Meine - voce
- Ulrich Roth - chitarra - voce in Drifting Sun
- Rudolf Schenker - chitarra ritmica
- Francis Buchholz - basso
- Jürgen Rosenthal - batteria

### Collaborazioni
- Achim Kirschning - tastiera

## Classifiche
| Classifica (1976) | Posizione massima |
| ----------------- | ----------------- |
| Giappone          | 83                |